# Nicomedes Andrés Vecilla
Blahoslavený Nicomedes Andrés Vecilla, řeholním jménem Bartolomé Fanti María (26. srpna 1917, Pajares de la Lampreana – 18. srpna 1936, Carabanchel Bajo), byl španělský římskokatolický klerik, řeholník Řádu karmelitánů a mučedník.

## Život
Narodil se 26. srpna 1917 v Pajares de la Lampreana. Pokřtěn byl se jménem Nicomedes.
Jako velmi mladý vstoupil do řádu karmelitánů a přijal jméno Bartolomé Fanti María. Studoval nižší seminář ve Villarreal.
Když v červenci roku 1936 vypukla Španělská občanská válka a protikatolické pronásledování, on a dalších 7 kleriků cestovali do Kastilie. Na cestě je zajali milicionáři. Následně byli ubytováni v domě Paseo de las Delicias. Dne 18. srpna byli na hřbitově Carabanchel Bajo zastřeleni.
Jejich ostatky se nachází ve svatyni Nuestra Señora de El Henar v Cuéllar.

## Proces blahořečení
Po roce 1990 byl v arcidiecézi Madrid zahájen jeho beatifikační proces spolu s dalšími 24 mučedníky Kongregace školských bratří a Řádu karmelitánů. Dne 19. prosince 2011 uznal papež Benedikt XVI. mučednictví této skupiny řeholníků. Blahořečeni byli 13. října 2013 ve skupině 522 mučedníků španělské občanské války.